# Ирина Петраш
Ирина Петраш (Кирпар, Сибињ, 27. новембар 1947) румунски је књижевник, књижевни критичар, есејиста, преводилац и уредник.

## Биографија
Ирина Петраш је рођена 27. новембра 1947. године у Кирпару, у округу Сибињ. Средњу школу завршила је у Агнити, а потом и Бабеш-Бољај универзитет у Клуж-Напоки 1970. године. Докторирала је десет година касније из области румунске књижевности на тему „Камил Петреску, писац фикције” (рум. Camil Petrescu, prozatorul). Била је уредница Дидактичке и педагошке издавачке куће (координатор колекције „Академос” у периоду 1990—1999. године), као и главна уредница издавачке куће Casa Cărţii de Ştiinţă у Клуж-Напоки (од 1999. до 2012. године). Тренутно је председница Клушког огранка Савеза књижевника Румуније (од 2005. године).

### Есеји, књижевна критика
- Proza lui Camil Petrescu, Cluj-Napoca: Editura Dacia, 1981;
- Un veac de nemurire: Mihai Eminescu, Veronica Micle, Ion Creangă, Cluj-Napoca: Editura Dacia, 1989;
- Ion Creangă, povestitorul, Bucureşti: Editura Didactică şi Pedagogică, 1992; second edition, Cluj-Napoca: Biblioteca Apostrof, 2004;
- Camil Petrescu – schițe pentru un portret, Bucureşti: Editura Demiurg, 1994;
- Știința morții, vol. I, Cluj-Napoca: Editura Dacia, 1995, vol. II, Piteşti: Editura Paralela 45, 2001;
- Limba, stăpâna noastră. Încercare asupra feminității limbii române, Cluj-Napoca: Casa Cărţii de Ştiinţă, 1999;
- Panorama criticii literare românești. Dicționar ilustrat 1950-2000, Cluj-Napoca: Casa Cărţii de Ştiinţă, 2001;
- Feminitatea limbii române. Genosanalize, Cluj-Napoca: Casa Cărţii de Ştiinţă, 2002;
- Cărțile deceniului 10, Cluj-Napoca: Casa Cărţii de Ştiinţă, 2003;
- Camil Petrescu. Schițe pentru un portret, Cluj-Napoca: Biblioteca Apostrof, 2003;
- Despre locuri și locuire, Bucureşti: Editura Ideea Europeană, 2005;
- Despre feminitate, moarte și alte eternități, Bucureşti: Editura Ideea Europeană, 2006;
- Teme și digresiuni, Cluj-Napoca: Casa Cărţii de Ştiinţă, 2006;
- Cărți de ieri și de azi, Cluj-Napoca: Casa Cărţii de Ştiinţă, 2007;[1];
- Literatură română contemporană. O panoramă, 2008[2]
- Literatură română contemporană. O panoramă, Bucureşti: Editura Ideea Europeană, 2008;
- Literatură română contemporană. Prelungiri, Cluj-Napoca: Casa Cărţii de Ştiinţă, 2010;
- Locuirea cu stil, Cluj-Napoca: Casa Cărţii de Ştiinţă, 2010;
- Moartea la purtător. Stări și cuvinte, Bucureşti: Editura ASE, 2012;
- Divagări inutile. Viață și literatură, Cluj-Napoca: Editura Eikon, 2012;
- Oglinda şi drumul. Prozatori contemporani, Bucureşti: Editura Cartea Românească, 2013;
- Vitraliul și fereastra. Poeți români contemporani, 2015.
- De veghe între cărți. Scriitori contemporani, Editura Școala Ardeleană, 2017;
- Viața mea de noapte. Fragmente onirice, Editura Școala Ardeleană, 2017.

### Дидактички списи
- Curente literare – dicționar-antologie, Bucureşti: Editura Demiurg, 1992;
- Figuri de stil – dicționar-antologie, Bucureşti: Editura Demiurg, 1992;
- Genuri și specii literare – dicționar-antologie, Bucureşti: Editura Demiurg, 1993;
- Literatură română contemporană – secțiuni, critică literară, Bucureşti: Editura Didactică şi Pedagogică, 1994;
- Metrică și prozodie – dicționar-antologie, Bucureşti: Editura Demiurg, 1995;
- Teoria literaturii – dicționar-antologie, Bucureşti: Editura Demiurg, 1996; second edition, Cluj-Napoca: Biblioteca Apostrof, 2002; third edition, Bucureşti: Editura Didactică şi Pedagogică, 2008;
- Literatura română pentru gimnaziu și pentru examenul de capacitate, Cluj-Napoca: Casa Cărţii de Ştiinţă, 1999;
- Fabrica de literatură urmată de mic dicționar de teorie literară și literatura lumii în repere cronologice, Piteşti: Editura Paralela 45, 2003;
- Mic îndreptar de scriere corectă, Piteşti: Editura Paralela 45, 2004.

### Новинарство
- Miezul lucrurilor. Convorbiri cu Alexandru Deșliu, Focşani: Editura Pallas Athena, 2006.

### Едиције
- Ion Brad, Rădăcinile cerului, Bucureşti: Editura Eminescu, 1989;
- Eminescu – album-antologie, Bucureşti: Editura Didactică şi Pedagogică, 1997;
- Ioana Em. Petrescu, Modele cosmologice și viziune poetică, Piteşti: Editura Paralela 45, 1999, 2001;
- Radu Stanca, Turnul Babel. Teatru, Piteşti: Editura Paralela 45, 2001;
- Ion Creangă, Povești, povestiri, amintiri, Cluj-Napoca: Editura Dacia, 1999, 2001;
- Ioan Pavel Petraș, Cartea vieții, Cluj-Napoca: Casa Cărţii de Ştiinţă, 2004.

### Сабрана дела (коаутор)
- Camil Petrescu interpretat de..., Bucureşti: Editura Eminescu, 1984;
- Dicționarul scriitorilor români, coordinated Mircea Zaciu, Marian Papahagi, Aurel Sasu, vol. II-IV, Bucureşti: Editura Albatros, 1998-2002;
- Meridian Blaga, I-VIII, Cluj-Napoca: Casa Cărţii de Ştiinţă, 2000-2008;
- Nicolae Balotă 75, Cluj-Napoca: Biblioteca Apostrof, 2000;
- Nicolae Breban 75, Bucureşti: Editura Ideea Europeană, 2004;
- Cartea taților, Cluj-Napoca: Biblioteca Apostrof, 2004;
- Problema evreiască, Bucureşti: Editura Ideea Europeană, 2006;
- Înapoi la lirism coord. Aurel Pantea, Tg. Mureş: Editura Ardealul, 2006;
- Scriitorul și trupul său, Cluj-Napoca: Biblioteca Apostrof, 2007;
- Cartea cu bunici, Bucureşti: Editura Humanitas, 2007;
- Ion Ianoși 80, Bucureşti: Editura Ideea Europeană, 2008;
- Antologia prozei scurte transilvane, Cluj-Napoca: Editura Limes, 2010;
- Ion Pop 70, Piteşti: Editura Paralela 45, 2011;
- Ion Pop – șapte decenii de melancolie și literatură, Cluj-Napoca: Editura Limes, 2011;
- Marea scriitorilor. De la Olimp la zidul Puterii, Bucureşti: Editura Cartea Românească, 2012.

### Сабрана дела објављена у иностранству
- Poetes roumains contemporains, anthology and preface, Quebec, 2000; Marseille, 2000;
- Auteurs européens du premier XXe siècle, vol. 1-2, Bruxelles, 2002;
- Il romanzo rumeno contemporaneo 1989-2010. Teorie e proposte di lettura, a cura di Nicoleta Nesu, edizione italiana di Angela Tarantino, premessa di Luisa Valmarin, Roma, 2010.

### Преводи
- Henry James, Povestiri cu fantome, Cluj-Napoca: Editura Echinox, 1991;
- Anatoli Râbakov, Copiii din Arbat, Cluj-Napoca: Editura Echinox, 1991;
- Marcel Moreau, Discurs contra piedicilor, Bucureşti: Editura Libra, 1993;
- Marcel Moreau, Farmecul și groaza, Bucureşti: Editura Libra, 1994;
- Virgil Tănase, România mea, Bucureşti: Editura Didactică şi Pedagogică, 1996;
- Poeți din Quebec, antologie, Bucureşti: Editura Didactică şi Pedagogică, 1997;
- Sylvain Rivière, Locuri anume, Bucureşti: Editura Libra, 1997;
- Marcel Moreau, Artele viscerale, Bucureşti: Editura Libra, 1997;
- Marcel Moreau, Celebrarea femeii, Bucureşti: Editura Libra, 1998;
- Jacques de Decker, Roata cea mare, Bucureşti: Editura Libra, 1998;
- Jean-Luc Outers, Locul mortului, Bucureşti: Editura Libra, 1998;
- Michel Haar, Cântul pământului. Heidegger și temeiurile istoriei ființei, Cluj-Napoca: Biblioteca Apostrof, 1998;
- G. K. Chesterton, Orthodoxia sau dreapta credință, Piteşti: Editura Paralela 45, 1999 (second edititon, 2002);
- Poeme. Cinci poeți portughezi (în colab.), Bucureşti: Editura Didactică şi Pedagogică, 1999;
- Philip Roth, Animal pe moarte, Iaşi: Editura Polirom, 2006; 2011;
- Jean-Luc Outers, Compania apelor, Bucureşti: Editura Libra, 2002;
- Michel Lambert, A treia treaptă, Cluj-Napoca: Casa Cărţii de Ştiinţă, 2003;
- Marcel Moreau, Extaz pentru o domniță româncă, Bucureşti: Editura Libra, 2004;
- Ştefan J. Fay / Marcel Moreau, Epistolar, Cluj-Napoca: Casa Cărţii de Ştiinţă, 2005;
- Phillipe Jones, Proze, Cluj-Napoca: Casa Cărţii de Ştiinţă, 2005.